# Valentin Krempl
Valentin Wilhelm Friedrich Krempl (ur. 15 kwietnia 1904 w Rosenheim, zm. 31 grudnia 1945) – niemiecki bobsleista.
W 1928 zdobył brązowy medal igrzysk olimpijskich w zawodach piątek (wraz z Hannsem Kilianem, Hansem Heßem, Sebastianem Huberem i Hansem Nägle).
W 1938 został mistrzem kraju w zawodach czwórek (jednym z partnerów był Hanns Kilian).